# Encyclia nematocaulon
Encyclia nematocaulon là một loài thực vật có hoa trong họ Lan. Loài này được (A.Rich.) Acuña mô tả khoa học đầu tiên năm 1939.